# Internet Off-Broadway Database
Internet Off-Broadway Database (IOBDB), такође раније познат као Lortel Archives, је онлајн база података која каталогизује позоришне продукције приказане на оф-Бродвеј сценама.
IOBDB  је финансирала и развила непрофитна фондација Lucille Lortel Foundatio, названа у част глумице и позоришне продуценткиње Лусиле Лортел.